# Вест-Хэм (станция)
Вест-Хэм (англ. West Ham) — крупная железнодорожная станция в одноимённом районе округа Ньюэм в восточном Лондоне. Станция обслуживается пригородными пассажирскими поездами линии с2с, а также поездами трёх линий метро (Хаммерсмит-энд-Сити, Дистрикт и Юбилейной), и относится к 3-й транспортной зоне Лондона.

## История станции
В конце XIX века строительство станции в этом районе спонсировал Арнольд Хиллс, владелец команды «Темз Айронуэркс энд Футбол», которая играла на близлежащем стадионе «Мемориал-Граундс» с 1897 года. Согласно контракту должны были быть построены 2 островные платформы и железнодорожный мост над улицей Мэнор-роуд. В 1900 году футбольный клуб был переименован в «Вест Хэм Юнайтед». Однако открытие новой станции не привело к увеличению количества болельщиков, вследствие чего в 1904 году клуб переехал в более населённую часть округа Ньюхэм — район Аптон-парк.
Вопреки своему названию станция «Вест-Хэм» не является ближайшей станцией к стадиону команды «Вест Хэм Юнайтед». Ближайшей станцией к стадиону является станция «Аптон-парк».

## Железнодорожная станция
Железнодорожная станция на линии Лондон — Тилбери — Саутэнд-он-Си была открыта в 1901 году. В 1924 году станция была переименована в «Вест-Хэм (Мэнор-роуд)». В 1969 станции было возвращено историческое название.
Поезда пригородного сообщения прибывают на верхний уровень станции. На верхнем уровне также расположена платформа станции метро, обслуживаемая поездами линий Хаммерсмит-энд-Сити и Дистрикт.

## Станции метро
Поезда линии Дистрикт начали обслуживать станцию с 1902 года; линия Метрополитен дотянулась до станции «Вест-Хэм» в 1936 году, после присоединения к линии участка «Уайтчепел» — «Баркинг».
В рамках строительства линии Норт-Лондонлайн (ныне Силверлинк Метро) в 1979 году была произведена небольшая реконструкция станции. Гораздо более серьёзная реконструкция с расширением станции была проведена в рамках строительства 2-й очереди Юбилейной линии в 1999 году. Станция «Вест-Хэм» линии «Силверлинк Метро» была закрыта 9 декабря 2006 года после прекращения пассажирского сообщения на участке «Стратфорд» — «Норт-Вулидж».
Поезда линий Дистрикт и Хаммерсмит-энд-Сити по одним и тем же путям прибывают на платформу, расположенную на верхнем уровне станции. Поезда Юбилейной линии прибывают на нижний уровень станции. Сюда же будут прибывать и поезда лёгкого метро после окончания строительства продлённой от станции «Кэннинг-Таун» до станции «Страфорд» линии. Платформа для поездов лёгкого метро на сегодняшний день бездействует, после того как в 2006 году была закрыта линия «Силверлинк Метро».
15 марта 1976 года в результате взрыва в поезде, прибывшем на станцию «Вест-Хэм», пострадало 9 человек. Машинист поезда Джулиус Стефен, попытавшийся догнать преступника, был застрелен боевиком организации ИРА.

## Будущее развитие
Планируемое продление линии лёгкого метро от станции «Кэннинг-Таун» до станции «Стратфорд» должно заменить закрытую линию «Силверлинк Метро». Кроме того, станция «Вест-Хэм» включена в список станций, подлежащих модернизации в связи с проведением Олимпийских Игр 2012 года в Лондоне. По состоянию на февраль 2011 года на станции ведутся работы по реконструкции.
В настоящий момент существуют планы по строительству нового стадиона для футбольной команды «Вест Хэм Юнайтед» вблизи станции «Вест-Хэм». Строительство нового стадиона должно поднять общий уровень развития района, окружающего станцию. Ожидается, что стадион будет построен уже в 2011 году.